# Hipster (1990-talet)

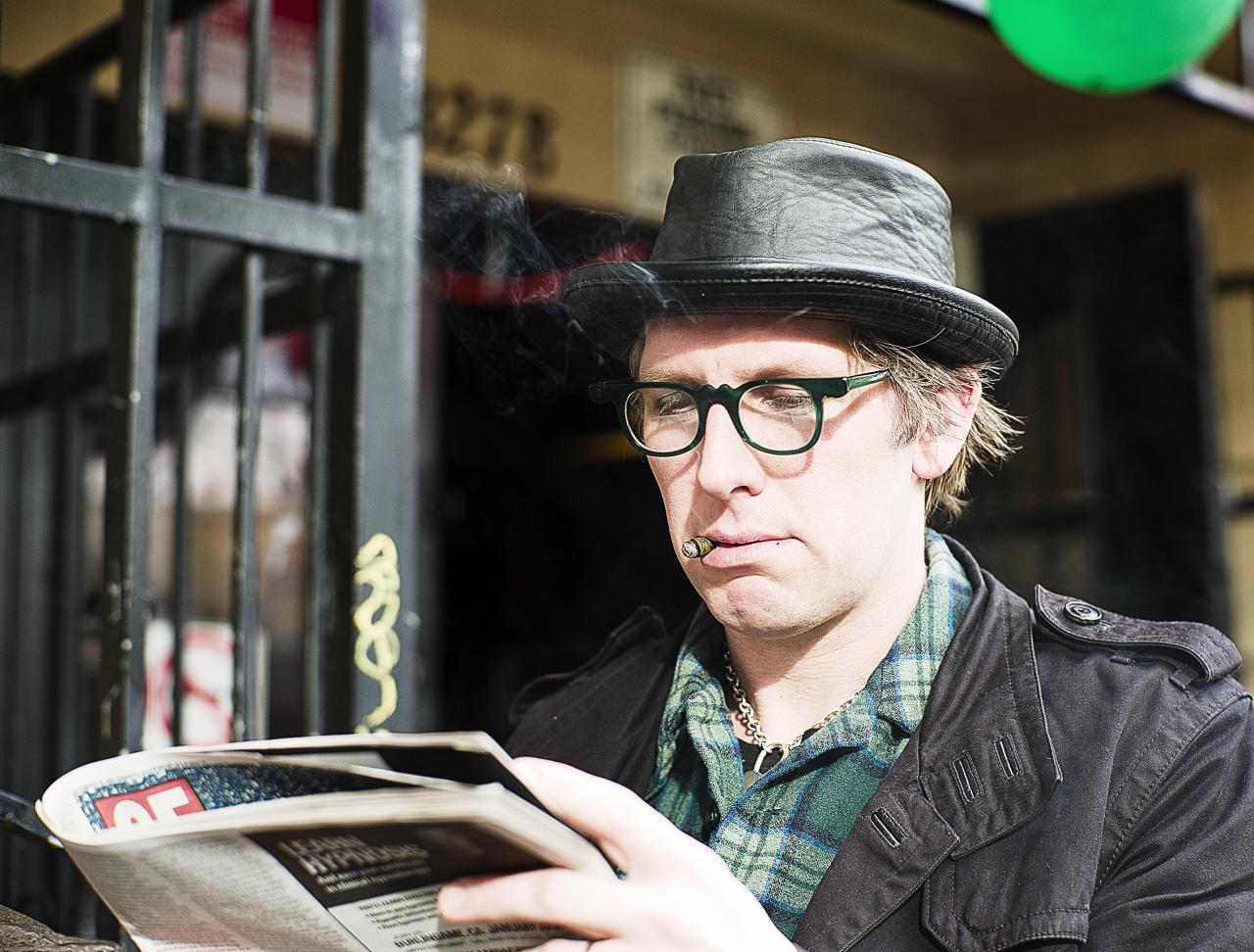
Hipster

Hipster är en subkultur som började spridas under tidigt 1990-tal. Den är främst definierad av stort intresse för mode, musik och formgivning, i synnerhet retrotrender. En hipster är en ung och trendmedveten person som betraktar sig som kreativ finsmakare av kultur.

## Karaktär
Hipsterkulturen är snabbt föränderlig och kan skilja mellan länder och städer, men har tidvis associerats med vintage- och secondhandbutiker, gör-det-själv-trender som egen ölbryggning, korvstoppning, smide och surdegsbröd, veganism, miljömedvetenhet, vinylskivor, cykel med fasta växlar, stringhylla, keps eller högt sittande upprullad olles brorsa, helskägg eller mustasch, tatuering, plastbågade glasögon, rutig skjorta, retrosneakers, upprullade stuprörsjeans och stickad tröja.

## Historik
Bakgrunden står att finna i det ekonomiska samhälle som skapades i västvärlden under Ronald Reagans och Margaret Thatchers allt mer individfokuserande 1980-tal, kombinerat med den tidiga discoscenen i New York. Stilen omfamnades vid 2010-talets början primärt av högskoleutbildade 1980-talister från en relativt välbärgad medelklass. Yttre kännetecken är vintage-kläder, gärna inspirerade från det som av medelklassen upplevs som underklass: joggingbyxor som vardagsplagg, räfflade undertröjor med mera.
En hipster skulle knappast erkänna sig som en hipster eftersom detta skulle innebära att hipsterns identitet som individuell och unik hotas. Den amerikanske komikern Joe Mande har uttryckt det som att "alla hipsters uppfattar sig själva som speciella och unika. De bara råkar manifestera sin exklusivitet genom att bete och klä sig på exakt samma sätt". Hipstern tar avstånd från sin tids -ismer och föraktar kollektivet; de är vidare vanligen ointresserade av politik, till skillnad från många andra subkulturer som punk eller hip hop. En hipster intellektualiserar dock gärna mode och försöker uppvärdera grafisk formgivning till konst. En hipster "konsumerar coolhet", gärna via klädkedjor som American Apparel och Urban Outfitters, även om de mest "unika" och svårtillgängliga varorna som eftertraktas mest införskaffas via internetbaserade auktionshus, exempelvis Ebay.
Mark Greif, lektor i litteratur vid The New School i New York, har försökt definiera subkulturen genom att titta på utmärkande drag som de ovan nämnda, men uttrycker även en djupare definition.
Jenny Damberg har tolkat Greif som att han menar att hipsterkulturen uppstår ur nyliberalism och i välfärdssamhällen som i allt högre grad präglas av privatisering. I en artikel i The New York Times (2010) utvecklar Grief sina definitioner, och anlägger ett vidare socioekonomiskt perspektiv på fenomenet. Han menar bland annat att hipsters är den unga vita medelklassens svar på större ekonomisk osäkerhet, osäker social status samt en större svårighet att klassmässigt förflytta sig uppåt. Hipsterkulturen blir då sättet att visa överlägsenhet på, dock inte ekonomisk utan värdemässigt. Vidare konstaterar han att svårigheten att försöka definiera hipstern beror på faktumet att det provocerar en allmän ångest då ett definitionsförsök "synar allas bluff".
Greif delar upp den samtida hipstern i två olika tidsepoker, dels 1999–2003 och dels 2004 till nutid. Greif talar vidare om den vita respektive svarta hipstern fram till 2003 som utgjorde en subkultur i amerikanska förortsområden. WTO-demonstrationerna 1999 i Seattle kan ses som en startpunkt för denna hipster. 2003 kom dock invasionen av Irak och en mer aggressiv nationalism uppstod. Den gröna hipstern skapades genom reaktion mot denna stämning och hipstern kom att fokusera allt mer på hållbarhet och etiska värden. Hipstern kom även att uppmärksamma oskyldiga nostalgiska värden, såsom äldre datorer, med en ironi som blev så integrerad att den inte längre var synlig. Greif är dock mycket tydlig med att hipsterkulturen inte är en "motkultur" (counterculture). Istället skapar hipsterkollektivet med ambitionen att vara en överlägsen kultur där hipstern på ett närmast klärvoajant sätt plockar upp även små förändringar i de snabba konsumtionscyklerna. Greif påpekar också de tydligt motsägelsefulla drag som förekommer i hipsterkulturen. Inte minst genom att hipstern själv mycket väl kan använda beteckningen hipster som nedsättande tillmäle för en uppfattad posör. Detta är en dubbelsidighet som genomsyrar hipsterkulturen.
Den tyska kulturskribenten Sonja Vogel har definierat hipstern som "den krisande västvärldens fantom".